# Onitis lognia
Onitis lognia là một loài bọ cánh cứng trong họ Bọ hung (Scarabaeidae).